# Patrick Erouart-Siad
Patrick Erouart-Siad, de son vrai nom Patrick Erouart, né le 16 janvier 1955 à Savigny-sur-Orge, est un écrivain français.

## Biographie
Né d'un père français et d'une mère somalie de Djibouti, il passe ses jeunes années à Djibouti puis rentre en France dans la région parisienne,
passe deux ans à Madagascar puis quatre ans au Sénégal avant de voyager dans le monde entier.
Il a été pensionnaire de la Villa Médicis en de 1989 à 1991, et réside à New York depuis 1996.
Il travaille avec le réalisateur Jacques Sarasin sur un DVD et un film sur Joseph Stiglitz. Il a collaboré aux magazines Géo, Corto Maltese, Actuel, Cent idées, Vogue, l'Écho des savanes, etc. puis récemment au journal Bakchich.
Journaliste et correcteur de presse à Libération (1979-1984).

## Projets
- un magazine centré sur New York avec Claude Grunitzky (Trace magazine)
- un film musical sur l'Éthiopie avec Jacques Sarazin.

## Œuvres
- 1965 : Cahier de poésies
- 1985 : Afrique du Sud : « Blanc honoraire », Ramsay
- 1987 : Cahiers de la Mort-Colibri, roman, Seuil
- 1988 : East Africa avec Tim beddow
- 1992 : Océanie, prix Ève-Delacroix de l'Académie française[2]
- 1995 : La Guinée-Bissau aujourd'hui (2e éd.)
- 1997 : Le fleuve Powhatan, roman, Flammarion
- 1999 : Djibouti avec Patrick Frilet (1re édition en 1991)
- 2001 : Une Enfance Outremer sous la direction de Leilla Sebbar, Points Seuil
- 2001 : Autour de Nicolas Bouvier, Éditions Zoë
- 2006 : L' appel du Bronx avec le père Pierre Raphaël
- 2007 : Maroc

## Articles
- 2006 : Chroniques dans "French Morning" online magazine de New York
- 2005-2004 : Articles pour EchoPolyglot.com
- 2004 : Guide de New York National Geographic Magazine de NYU
- 2004 : Black Renaissance The Great Wall
- 2002 : Numéro spécial New York de Geo
- 2002 : Reportage au Somaliland avec illustrations de l'auteur

## Télévision
- 1994 Documentaire de 52 minutes, Sauvé des eaux, un barrage hydroélectrique dans la forêt guyanaise de Petit Saut, prod. Gedeon